# Солда (приток Вочи)
Солда — река в Солигаличском районе Костромской области России. Устье реки находится в 5,4 км по левому берегу реки Вочи (Государственный водный реестр рассматривает эту часть Вочи как часть её притока — Вёксы). Длина реки составляет 47 км, площадь водосборного бассейна — 248 км².

## Данные водного реестра
По данным государственного водного реестра России относится к Верхневолжскому бассейновому округу, водохозяйственный участок реки — Кострома от истока до водомерного поста у деревни Исады, речной подбассейн реки — Волга ниже Рыбинского водохранилища до впадения Оки. Речной бассейн реки — (Верхняя) Волга до Куйбышевского водохранилища (без бассейна Оки).
Код объекта в государственном водном реестре — 08010300112110000011826.

### Притоки
(указано расстояние от устья)
- 15 км: река Соня (пр)
- 19 км: река Каменка (Матюковка) (пр)
- 29 км: река Вожна (лв)